# Yokohama Shinkirō
Singles de Maki Gotō
Sayonara no Love Song
(2004) Sayonara 'Tomodachi ni wa Naritakunai no'
(2004)
Yokohama Shinkirō (横浜蜃気楼, , ou Shinkiro, Shinkirou) est le 11e single en solo de Maki Gotō dans le cadre du Hello! Project, sorti en juillet 2004 au Japon.

## Présentation
Le single sort le 7 juillet 2004 au Japon sous le label Piccolo Town, écrit et produit par Tsunku. Il atteint la 8e place du classement de l'Oricon. Il se vend à 23 935 exemplaires la première semaine, et reste classé pendant 4 semaines, pour un total de 30 984 exemplaires vendus. Il sort aussi dans une édition limitée, et en format "Single V" (DVD).
Les deux titres sont composés par Hatake, le guitariste du groupe Sharam Q de Tsunku. À l'exception des reprises du single Sans Toi Ma Mie/Kimi to Itsumademo et du mini-album dont elles sont tirées, ce sont les premières chansons de Maki Goto à ne pas être composées par Tsunku, qui en écrit cependant les paroles.
La chanson-titre du single figurera sur l'album 3rd Station de 2005, puis sur les compilations Maki Goto Premium Best 1 de 2005 et Maki Goto Complete Best Album de 2010.

## Liste des titres
Toutes les paroles sont écrites par Tsunku, toute la musique est composée par Hatake.
| 1. | Yokohama Shinkirō (横浜蜃気楼)                               | Masashi Nishida | 3:23 |
| 2. | BLUE ISLAND                                                  | Shunsuke Suzuki | 3:57 |
| 3. | Yokohama Shinkirō (instrumental) (横浜蜃気楼 (instrumental)) | Masashi Nishida | 3:21 |

| 1. | Yokohama Shinkirō (横浜蜃気楼)                                 |  |
| 2. | Yokohama Shinkirō (Close-up Ver.) (横浜蜃気楼 (Close-up Ver.)) |  |
| 3. | Making of (メイキング映像)                                     |  |